# Költségvetési csalás
A költségvetési csalás egy bűncselekmény, amelyet több korábbi különös részi tényállás összevonásából alkottak meg, nevezetesen:  
Tényállásának megalkotásakor a 2011. évi LXIII. törvény az alábbi bűncselekményeket vonta össze:
- a költségvetés bevételi oldalán: adócsalás, munkáltatással összefüggésben elkövetett adócsalás, visszaélés jövedékkel, csempészet, ÁFA-ra elkövetett csalás, illetve a csalás minden olyan esete, amely a költségvetés sérelmével jár;
- a költségvetés kiadási oldalán: jogosulatlan gazdasági előny megszerzése, az Európai Közösségek pénzügyi érdekeinek megsértése, illetve a csalás minden olyan esete, amely a költségvetés sérelmével jár.[1]

## A hatályos szabályozás
A  hatályos Btk.   az adócsalás, a csempészet stb. helyett  a költségvetési csalás nevű különös részi tényállást tartalmazza. 2013. július 1-jén lépett hatályba.
- Aki
  - a) költségvetésbe történő befizetési kötelezettség vagy költségvetésből származó pénzeszközök vonatkozásában mást tévedésbe ejt, tévedésben tart, valótlan tartalmú nyilatkozatot tesz, vagy a valós tényt elhallgatja,
  - b) költségvetésbe történő befizetési kötelezettséggel kapcsolatos kedvezményt jogtalanul vesz igénybe, vagy
  - c) költségvetésből származó pénzeszközöket a jóváhagyott céltól eltérően használ fel,

és ezzel egy vagy több költségvetésnek vagyoni hátrányt okoz, vétség miatt két évig terjedő szabadságvesztéssel büntetendő.
- A büntetés bűntett miatt három évig terjedő szabadságvesztés, ha
  - a) a költségvetési csalás nagyobb vagyoni hátrányt okoz, illetve
  - b) az (1) bekezdésben meghatározott költségvetési csalást bűnszövetségben vagy üzletszerűen követik el.[4]
- A büntetés egy évtől öt évig terjedő szabadságvesztés, ha
  - a) a költségvetési csalás jelentős vagyoni hátrányt okoz, vagy
  - b) a nagyobb vagyoni hátrányt okozó költségvetési csalást bűnszövetségben vagy üzletszerűen követik el.[5]
- A büntetés két évtől nyolc évig terjedő szabadságvesztés, ha
  - a) a költségvetési csalás különösen nagy vagyoni hátrányt okoz, vagy
  - b) a jelentős vagyoni hátrányt okozó költségvetési csalást bűnszövetségben vagy üzletszerűen követik el.[6]
- A büntetés öt évtől tíz évig terjedő szabadságvesztés, ha
  - a) a költségvetési csalás különösen jelentős vagyoni hátrányt okoz, vagy
  - b) a különösen nagy vagyoni hátrányt okozó költségvetési csalást bűnszövetségben vagy üzletszerűen követik el.[7]
- Az (1)-(5) bekezdés szerint büntetendő, aki a jövedéki adóról és a jövedéki termékek forgalmazásának különös szabályairól szóló törvényben, valamint a felhatalmazásán alapuló jogszabályban megállapított feltétel hiányában vagy hatósági engedély nélkül jövedéki terméket előállít, megszerez, tart, forgalomba hoz, vagy azzal kereskedik, és ezzel a költségvetésnek vagyoni hátrányt okoz.[8]
- Aki költségvetésből származó pénzeszközökkel kapcsolatban előírt elszámolási, számadási, vagy az előírt tájékoztatási kötelezettségének nem vagy hiányosan tesz eleget, valótlan tartalmú nyilatkozatot tesz, vagy valótlan tartalmú, hamis vagy hamisított okiratot használ fel, bűntett miatt három évig terjedő szabadságvesztéssel büntetendő.[9]
- Korlátlanul enyhíthető annak a büntetése, aki az (1)-(6) bekezdésében meghatározott költségvetési csalással okozott vagyoni hátrányt a vádirat benyújtásáig megtéríti. Ez a rendelkezés nem alkalmazható, ha a bűncselekményt bűnszövetségben vagy üzletszerűen követik el.[10]

## Értelmező rendelkezések
- Ennek a szakasznak az  alkalmazásában
  - a) költségvetésen az államháztartás alrendszereinek költségvetését - ideértve a társadalombiztosítás pénzügyi alapjainak költségvetését és az elkülönített állami pénzalapokat -, a nemzetközi szervezet által vagy nevében kezelt költségvetést, valamint az Európai Unió által vagy nevében kezelt költségvetést, pénzalapokat kell érteni. Költségvetésből származó pénzeszköz vonatkozásában elkövetett bűncselekmény tekintetében a felsoroltakon kívül költségvetésen a külföldi állam által vagy nevében kezelt költségvetést, pénzalapokat is érteni kell;
  - b) vagyoni hátrány alatt érteni kell a költségvetésbe történő befizetési kötelezettség nem teljesítése miatt bekövetkezett bevételkiesést, valamint a költségvetésből jogosulatlanul igénybe vett vagy céltól eltérően felhasznált pénzeszközt is.[11]

## Története

### A csempészet
A csempészet a pénzügyi bűncselekmények egyike volt.  Szövegét a Büntető Törvénykönyvről szóló 1978. évi IV. törvényt módosító 2007. évi XXVII. törvény 29. §-a iktatta be, 2007. június 1-jétől.

#### Az alapeset
Aki nem közösségi árut a vámellenőrzés alól elvon, vagy a vámtartozás, a nem közösségi adók és díjak, illetve a biztosíték megállapítása vagy beszedése szempontjából lényeges körülmények tekintetében valótlan nyilatkozatot tesz, és ezzel a vámbevételt csökkenti, vétséget követ el, és két évig terjedő szabadságvesztéssel, közérdekű munkával vagy pénzbüntetéssel büntetendő.

##### Minősített eset
- A büntetés bűntett miatt három évig terjedő szabadságvesztés, ha
  - a) a bűncselekmény folytán a vámbevétel nagyobb mértékben csökken,
  - b) az (1) bekezdés szerint minősülő csempészetet üzletszerűen vagy bűnszövetségben követik el.[13]
- A büntetés egy évtől öt évig terjedő szabadságvesztés, ha
  - a) a bűncselekmény folytán a vámbevétel jelentős mértékben csökken,
  - b) a (2) bekezdés a) pontja szerint minősülő csempészetet üzletszerűen vagy bűnszövetségben követik el.[14]
- A büntetés két évtől nyolc évig terjedő szabadságvesztés, ha
  - a) a bűncselekmény folytán a vámbevétel különösen nagy, vagy ezt meghaladó mértékben csökken,
  - b) a (3) bekezdés a) pontja szerint minősülő csempészetet üzletszerűen vagy bűnszövetségben követik el.[15]

#### Büntethetőséget kizáró ok
- Az alapeset elkövetője nem büntethető, ha a vádirat benyújtásáig az okozott vámbevétel csökkenéssel azonos összegű tartozását kiegyenlíti.[16]

#### Értelmező rendelkezések
- Az (1)-(4) bekezdés alkalmazásában
- a) biztosíték alatt a vámtartozás, illetve a nem közösségi adók és díjak megfizetésének - vámjogszabályok által meghatározott formában történő - biztosítását,
- b) vámbevétel-csökkenés alatt a vámtartozás, illetve a nem közösségi adók és díjak megfizetésére vonatkozó kötelezettség nem teljesítése miatt bekövetkezett bevételkiesést

kell érteni.

### Az adócsalás

#### Az adócsalás szabályozása Magyarországon 2011. december 31. előtt
Az adócsalást az követi el, aki adókötelezettségének megállapítása szempontjából jelentős tényt, adatot a hatóság előtt valótlanul ad elő, vagy elhallgat. Ezzel vagy más megtévesztő magatartással az adóbevételt csökkenti. Aki az adóhatóság megtévesztésével őt magát meg nem illető adómentességet, vagy adókedvezményt vesz igénybe, vagy aki olyan terményt, terméket, amely jövedék tárgya, a jogszabályban megállapított feltétel hiányában, vagy hatósági engedély nélkül előállít, a jövedéki ellenőrzés alól elvont terményt vagy terméket vagyoni haszon miatt megszerez, elrejt vagy elidegenítésében részt vesz. (Btk. 310. §.)

#### Áfacsalás
Áfacsalást követ el az a magánszemély, vagy jogi személy, amely nem megfelelő mértékben vagy módon teljesíti törvényes általános forgalmi adó fizetési kötelezettségét.
Az áfacsalás egyik formája az, amikor külföldről származó drágább terméket olcsóbban és hazai eredetűként tüntetnek fel, amelynek igazolására fiktív, azaz nem valós értékeket tartalmazó bizonylatokat, számlákat, szerződéseket állítanak ki a csalásban részt vevő felek, illetve ilyeneket fogadnak el. Az értékesítési folyamat végén emiatt kevesebb forgalomról és ez által kevesebb forgalmi adóról állítanak ki adóbevallást.

#### Visszaélés jövedékkel
A visszaélés jövedékkel  Magyarországon egy önálló bűncselekmény volt a már hatályon kívül helyezett 1978. évi IV. törvény (Büntető Törvénykönyv) szerint. Volt vétségi és bűntetti alakzata is. 